# Dave Loveridge
Pour les articles homonymes, voir Loveridge.
Pas d'image ? Cliquez ici

a Compétitions nationales et continentales officielles uniquement.

b Matchs officiels uniquement.
Dernière mise à jour le 6 février 2024.
David Steven Loveridge, né le 22 avril 1952 à Stratford, est un joueur de rugby à XV néo-zélandais qui joue 54 fois (dont 24 tests matchs) pour les All-Blacks de 1978 à 1985. C'est un demi de mêlée, de 1,75 m et 73 kg. 

## Biographie
La carrière de Loveridge a débuté en 1974 lorsqu’il a joué pour la province de Taranaki. Il a joué 135 matchs pour cette province, la plupart en compagnie de Graham Mourie.
Il a fait ses premiers entraînements avec les Blacks en 1977, et fit une tournée en Grande-Bretagne en 1978 comme second de Mark Donaldson à la mêlée. Pendant cette tournée, il reçut sa première cape le 11 novembre contre le pays de Galles.
En 1980, il fut brièvement capitaine des Blacks, mais ce n’était pas un rôle qui lui plaisait. En carrière il sera 12 fois capitaine, dont 3 fois en test matchs.
Il devint alors un titulaire indiscutable, et fut au sommet de son art en 1983.
Une sérieuse blessure au genou en 1984 perturba la suite de sa carrière. Il ne jouera qu’un test match lors de la saison 1985, c’était contre l'équipe d'Argentine et ce fut son dernier match avec les Blacks.
Il jouera ensuite une saison avec le club anglais des Harlequins.

## Palmarès
- Nombre de tests avec les Blacks :  24
- Autres matchs avec les Blacks : 30
- Nombre total de matchs avec les Blacks : 54
- Première cape : 21 octobre 1978
- Dernière cape : 2 novembre 1985
- Matchs avec les Blacks par année : 9 en 1978, 8 en 1979, 14 en 1980, 11 en 1981, 3 en 1982, 5 en 1983 et 4 en 1985